# Noord-Holland
Noord-Holland (uitspraakⓘ) is een provincie in het noordwesten van Nederland. De provincie telde op 1 november 2019; 2.877.909 inwoners. Noord-Holland heeft een oppervlakte van 4.092 km², waarvan 2.662 km² aan land, daarmee heeft de provincie een bevolkingsdichtheid van 1.082 inwoners per km². De provinciehoofdstad is Haarlem, de grootste stad is Amsterdam. De grootste luchthaven van Nederland en de op twee na grootste luchthaven van Europa, Amsterdam Airport Schiphol, bevindt zich in Noord-Holland.

## Geschiedenis
Holland was het belangrijkste gewest van de Republiek der Zeven Verenigde Nederlanden (1588-1795). In 1795 werd de Bataafse Republiek uitgeroepen. Na de staatsgreep van 21 januari 1798 werd op 23 april 1798 de Acte van Staatsregeling aangenomen, waarmee de oude gewestelijke grenzen radicaal werden gewijzigd. De republiek werd onderverdeeld in acht departementen met zo veel mogelijk gelijke bevolkingsaantallen, waarbij Holland uiteenviel in:
- het departement van Texel
- het departement van de Amstel
- het departement van de Delf

Daarnaast lagen ook het departement van de Schelde en Maas en het departement van de Rijn deels op Hollands grondgebied.
Uiteindelijk voldeed de nieuwe indeling niet en na de instelling in 1801 van het Bataafs Gemenebest werd het departement Holland ingesteld volgens de oude gewestelijke grenzen van Holland. In 1806 werd het Bataafs Gemenebest vervangen door het Koninkrijk Holland. Het jaar daarop werd het departement Holland opgedeeld in het departement Amstelland (overeenkomend met Noord-Holland) en het departement Maasland (overeenkomend met Zuid-Holland). Nadat in 1811 het Koninkrijk Holland bij het Franse Keizerrijk werd gevoegd, werd Amstelland samengevoegd met Utrecht tot het département de la Zuyderzée – Zuiderzeedepartement – terwijl Maasland werd omgedoopt tot département des Bouches-de-la-Meuse (Monden van de Maas).
Nadat de Fransen eind 1813 uit Nederland gevlucht waren, bleef de indeling aanvankelijk ongewijzigd. Met de Grondwet van 29 maart 1814 werden de departementen vervangen door provinciën of landschappen, met grotendeels de grenzen van de oude gewesten. Amstelland en Monden van de Maas werden verenigd in de provincie Holland. Door minister Van Maanen werd in de grondwetscommissie nog de oude naam "Holland en West-Friesland" voorgesteld "om aan het verlangen van achtenswaardige Noordhollanders ... toe te geven", maar dit werd door de rest van de commissie verworpen.
De nieuwe provincie kreeg in 1814 twee gouverneurs, wier ambtsgebied overeenkwam met de voormalige departementen Amstelland en Maasland. Vlieland en Terschelling gingen terug van Friesland naar Holland, maar Hollands Brabant ging in twee stappen over naar de nieuwe provincie Noord-Brabant. Uiteindelijk werd in 1820 de grens met Utrecht en Gelderland vastgesteld.
Om de dominantie van Holland binnen het koninkrijk te verminderen werd de provincie bij de grondwetsherziening van 1840 in Noord- en Zuid-Holland gesplitst. De noodzaak hiertoe werd in Zuid-Holland niet gevoeld. In Noord-Holland gold dit wel in sterke mate voor Amsterdam, dat in 1838 het provinciaal gerechtshof aan zich voorbij zag gaan ten gunste van Den Haag. In West-Friesland was men bevreesd voor een overheersende positie van Amsterdam en drong men aan op het herstel van de verdeling zoals deze was tussen het Noorder- en Zuiderkwartier voor 1795. Hier werd echter niet aan tegemoetgekomen. Nadat de Haarlemmermeer in 1855 was drooggelegd, werd deze bij Noord-Holland gevoegd, waarop Zuid-Holland in 1864 ter compensatie het grootste deel van de gemeente Leimuiden kreeg toegewezen.
In 1942 werden de eilanden Vlieland en Terschelling bij de provincie Friesland ingedeeld. Het voormalige eiland Urk maakte tot 1950 deel uit van Noord-Holland. Loosdrecht maakte tot 2002 deel uit van de provincie Utrecht.
Rond 2010 tot 2012 was er enige tijd sprake van een samenvoeging van de provincies Noord-Holland, Flevoland en Utrecht. In 2014 werd duidelijk dat deze plannen van de baan zijn.

## Geografie

Satellietfoto met het Noorderkwartier en een deel van de IJsselmeerpolders (2018)

Noord-Holland bestaat grotendeels uit een kopvormig schiereiland tussen de Noordzee, de Waddenzee, het IJsselmeer, het Markermeer en het IJmeer. In het zuiden grenst de provincie aan Zuid-Holland en Utrecht, in het oosten door middel van de Houtribdijk, de Hollandse Brug en Stichtse Brug aan de provincie Flevoland en in het noorden door middel van de Afsluitdijk aan de provincie Friesland.
De provincie kan worden onderverdeeld in een noordelijk deel ("Hollands Noorderkwartier") en een zuidelijk deel, waarbij het Noordzeekanaal (en vroeger het IJ) als grens fungeert.
Ten zuiden van het Noordzeekanaal liggen de stedelijke gebieden van Amsterdam, Haarlem, de Haarlemmermeer met de luchthaven Schiphol en tevens het Gooi, eveneens een dichtbevolkt gebied, maar met een landschappelijk geheel ander karakter (bosrijk en niet geheel vlak).
Ten noorden van het Noordzeekanaal bevinden zich de Zaanstreek en andere, kleinere, delen en dorpen. De dichtstbevolkte zone loopt tot iets voorbij de stad Alkmaar. Er bevinden zich in dit deel van de provincie ook landelijker gebieden: Waterland, de grote droogmakerijen Schermer, Beemster, Wormer en Purmer en geheel in het noorden de Kop van Noord-Holland met het uitgestrekte West-Friesland, Wieringermeer, het voormalige eiland Wieringen en het waddeneiland Texel.
De westkust van de provincie wordt grotendeels door duinen beschermd. Hier liggen bekende badplaatsen als Zandvoort, IJmuiden, Wijk aan Zee, Egmond aan Zee en Bergen. Waar de duinen door de Noordzee waren verzwolgen, werd de Hondsbossche Zeewering aangelegd.
De streek tussen Haarlem, Velsen (aan beide zijden van het Noordzeekanaal), Beverwijk en Alkmaar heet Kennemerland. Een deel van Kennemerland vormt de IJmond, met de Hoogovens en andere industrie: dit is het westelijk gebied van het Noordzeekanaal, met als middelpunt de haven en sluizen van IJmuiden.
Ten noorden van Kennemerland ligt de oude marktplaats Schagen en op de noordpunt van het schiereiland de marinehaven Den Helder, tevens veerhaven voor Texel.
Aan de oostkust liggen historische steden als Hoorn, Enkhuizen, Medemblik, Monnickendam en Edam en ook het eiland Marken en de opmerkelijke vissersplaats Volendam.
De voornaamste binnenwateren in Noord-Holland zijn het IJ (ooit een zeearm) en het Noordzeekanaal met de daarin, al dan niet via zijkanalen, uitmondende riviertjes Amstel, Zaan en Spaarne, en het Noordhollandsch Kanaal en het Amsterdam-Rijnkanaal.
Het laagste punt van Noord-Holland bevindt zich met 6,66 meter beneden N.A.P. bij Oosthuizen, het hoogste met 55,4 meter is de Catrijper Nok in de duinen bij Bergen. Deze duintop is tevens het hoogste duin van Nederland. In 't Gooi op de grens van Huizen en Blaricum is de Tafelberg met 39,2 meter het hoogste punt.

### Grootste woonplaatsen naar inwonertal
| Nº | Naam          | Inwoners |
| -- | ------------- | -------- |
| 1  | Amsterdam     | 871.873  |
| 2  | Haarlem       | 162.177  |
| 3  | Hilversum     | 91.371   |
| 4  | Alkmaar       | 91.035   |
| 5  | Amstelveen    | 90.960   |
| 6  | Purmerend     | 81.420   |
| 7  | Zaandam       | 78.820   |
| 8  | Hoofddorp     | 77.885   |
| 9  | Hoorn         | 73.769   |
| 10 | Heerhugowaard | 58.910   |

Bevolkingspiramide

De gegevens voor Amsterdam, Hilversum, Amstelveen, Purmerend, Heerhugowaard, Huizen en Heemskerk zijn per 1 juli 2021, gezien deze woonplaatsen samenvallen met hun gemeente. De gegevens voor Haarlem, Alkmaar, Zaandam, Hoofddorp, Hoorn, Den Helder, Beverwijk en Bussum zijn per 1 januari 2020.

## Dialecten
In Noord-Holland worden verschillende dialecten gesproken. Landelijk geniet het Amsterdams de meeste bekendheid, dat behalve in Amsterdam ook in steden als Alkmaar, Purmerend en Hoorn veel is te horen, omdat hier veel Amsterdammers wonen. De meest typische dialecten vindt men op het platteland. Hoe noordelijker men komt, hoe meer het lokale dialect van de standaardtaal afwijkt; vooral het Tessels en het Wierings hebben een heel eigen karakter.
Net als in andere dialectgebieden is ook in Noord-Holland sprake van een teruggang van de dialecten. Toch zijn sommige dialecten nog opvallend vitaal. Met name het Volendams wordt ter plaatse nog heel algemeen gesproken. Andere dialecten, zoals het Aalsmeers, zijn nagenoeg verdwenen.
Het IJ is vanouds een barrière en dat blijkt ook uit de dialecten. De dialecten ten noorden van het IJ zijn de meest afwijkende.

### Onder het IJ
- Aalsmeers
- Amsterdams (thans ook in Amsterdam-Noord, Alkmaar, Purmerend etc. te horen)
- Goois
- Haarlems
- Zandvoorts

De dialecten ten zuiden van het IJ en Noordzeekanaal lijken meer op de dialecten van Zuid-Holland en worden taalkundig dan ook dikwijls als Zuid-Hollands beschouwd. Wel nemen de traditionele dialecten Aalsmeers en Zandvoorts een overgangspositie in, met zowel Noord- als Zuid-Hollandse kenmerken. De Gooise dialecten, die intern vrij divers zijn, vallen in de Utrechtse groep.

### Boven het IJ
- Zaans
- Waterlands
  - Markens
  - Volendams
- Kennemerlands
  - Egmonds (Derps)
- West-Fries
  - Enkhuizens
  - Wierings
  - Tessels

De dialecten van vanouds geïsoleerde gemeenschappen als Volendam, Egmond of de Waddeneilanden hebben een heel eigen ontwikkeling doorgemaakt en zijn op sommige punten heel conservatief gebleven, waar ze zich op andere punten juist opvallend hebben vernieuwd en daardoor zeer scherp van de omliggende dialecten zijn gaan afwijken.
De indeling van de dialecten boven het IJ is problematisch en is aanleiding geweest tot verschillende polemieken in de taalwetenschap. Vaak is op de verwantschap met het Fries gewezen: met name de conservatievere dialecten (Tessels en Wierings) hebben veel gemeen met het Fries. Veel onderzoekers vermoedden een Fries substraat: de oorspronkelijke taal zou Fries zijn geweest. Het Hollands zou dat Fries pas laat verdrongen hebben en heeft het nooit helemaal kunnen vervangen, zodat Friese vormen en constructies nog voortleven in de dialecten.

## Recreatie
Recreatie Noord-Holland NV is een overheids-NV, opgericht op 1 juli 2004, met de Provincie Noord-Holland als enige aandeelhouder. De organisatie zorgt in opdracht van de besturen van de recreatieschappen voor de ontwikkeling, aanleg, het beheer en onderhoud van zes recreatiegebieden in Noord-Holland: Het Twiske, Alkmaarder- en Uitgeestermeer, Geestmerambacht, Spaarnwoude, Landschap Waterland en Groengebied Amstelland.

## Natuur
In Noord-Holland zijn twee nationale parken: het Nationaal Park Duinen van Texel, dat het westelijk gedeelte van Texel beslaat, en het Nationaal Park Zuid-Kennemerland, de brede duinstrook tussen Zandvoort en IJmuiden in de gemeente Velsen.
Daarnaast zijn er in Noord-Holland een tiental andere door Natura 2000 aangewezen beschermde natuurgebieden, waaronder het Noordhollands Duinreservaat (van Wijk aan Zee tot Schoorl), de Schoorlse Duinen en de Amsterdamse Waterleidingduinen (tussen Zandvoort en Noordwijk in Zuid-Holland).
Ten slotte zijn er in Noord-Holland nog vele andere grotere en kleinere natuurgebieden, zoals het Goois Natuurreservaat, de Hulk, het Naardermeer, het Balgzand en de Loterijlanden.
Natuurbeheer in Noord-Holland vindt o.a. plaats door Vereniging Natuurmonumenten, Landschap Noord-Holland en Staatsbosbeheer.

## Bestuurlijke indeling
Noord-Holland is vanaf 24 maart 2022 ingedeeld in 8 regio's en 44 gemeenten.

### Regio's
- Alkmaar
- Amsterdam
- Amstelland-Meerlanden
- Gooi en Vechtstreek
- Kop van Noord-Holland
- West-Friesland
- Zaanstreek-Waterland
- Zuid-Kennemerland-IJmond

### Gemeenten
- Aalsmeer
- Alkmaar
- Amstelveen
- Amsterdam
- Bergen
- Beverwijk
- Blaricum
- Bloemendaal
- Castricum
- Den Helder
- Diemen
- Dijk en Waard
- Drechterland
- Edam-Volendam
- Enkhuizen
- Gooise Meren
- Haarlem
- Haarlemmermeer
- Heemskerk
- Heemstede
- Heiloo
- Hilversum
- Hollands Kroon
- Hoorn
- Huizen
- Koggenland
- Landsmeer
- Laren
- Medemblik
- Oostzaan
- Opmeer
- Ouder-Amstel
- Purmerend
- Schagen
- Stede Broec
- Texel
- Uitgeest
- Uithoorn
- Velsen
- Waterland
- Wijdemeren
- Wormerland
- Zaanstad
- Zandvoort

## Kaarten

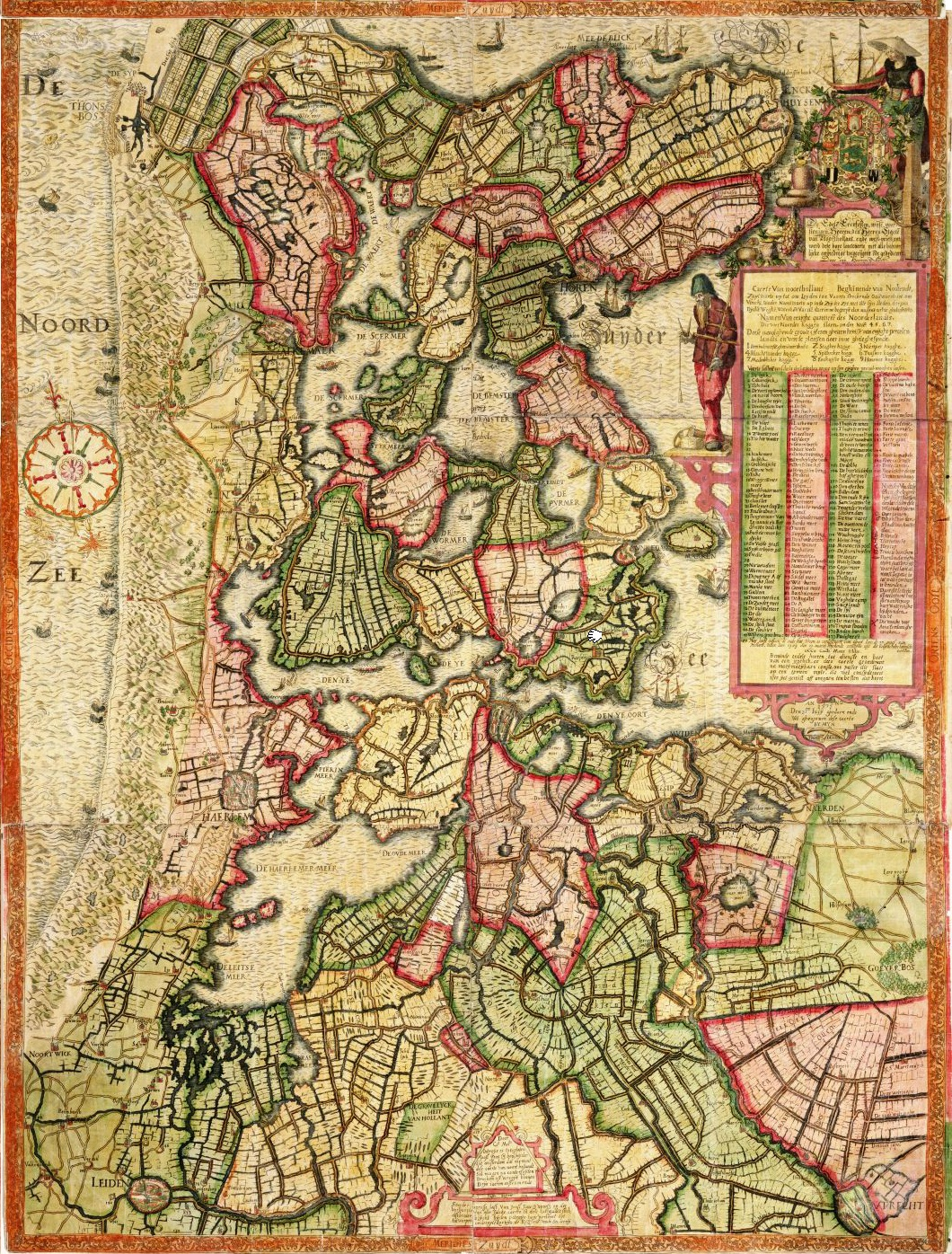
Kaart van Joost Jansz. Bilhamer van het noorden van Holland uit 1575, met vele meren en andere wateren; nog voor de aanleg van vele inpolderingen en droogmakerijen.
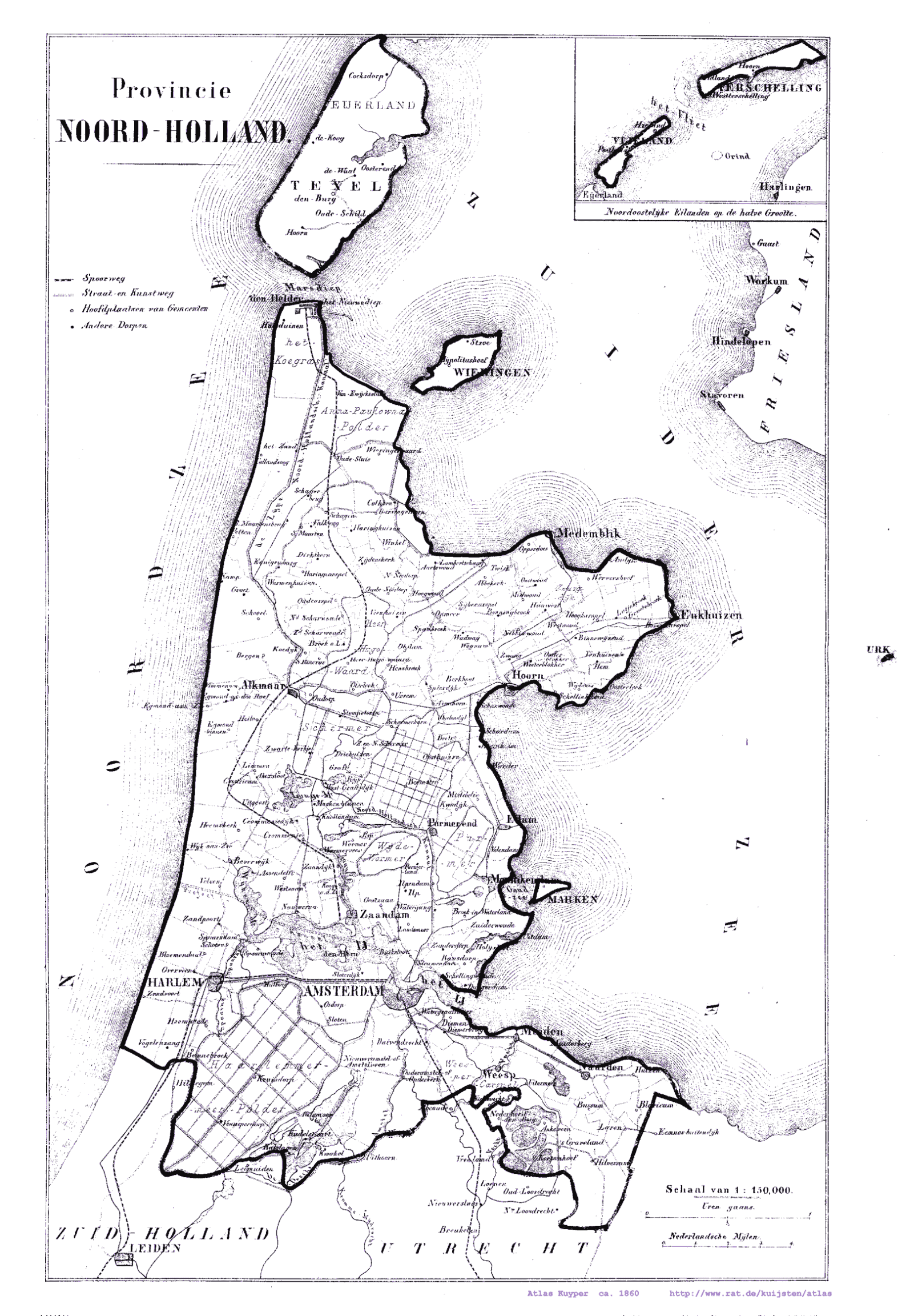
Kuypers Gemeente Atlas van Noord-Holland (1865-1870).
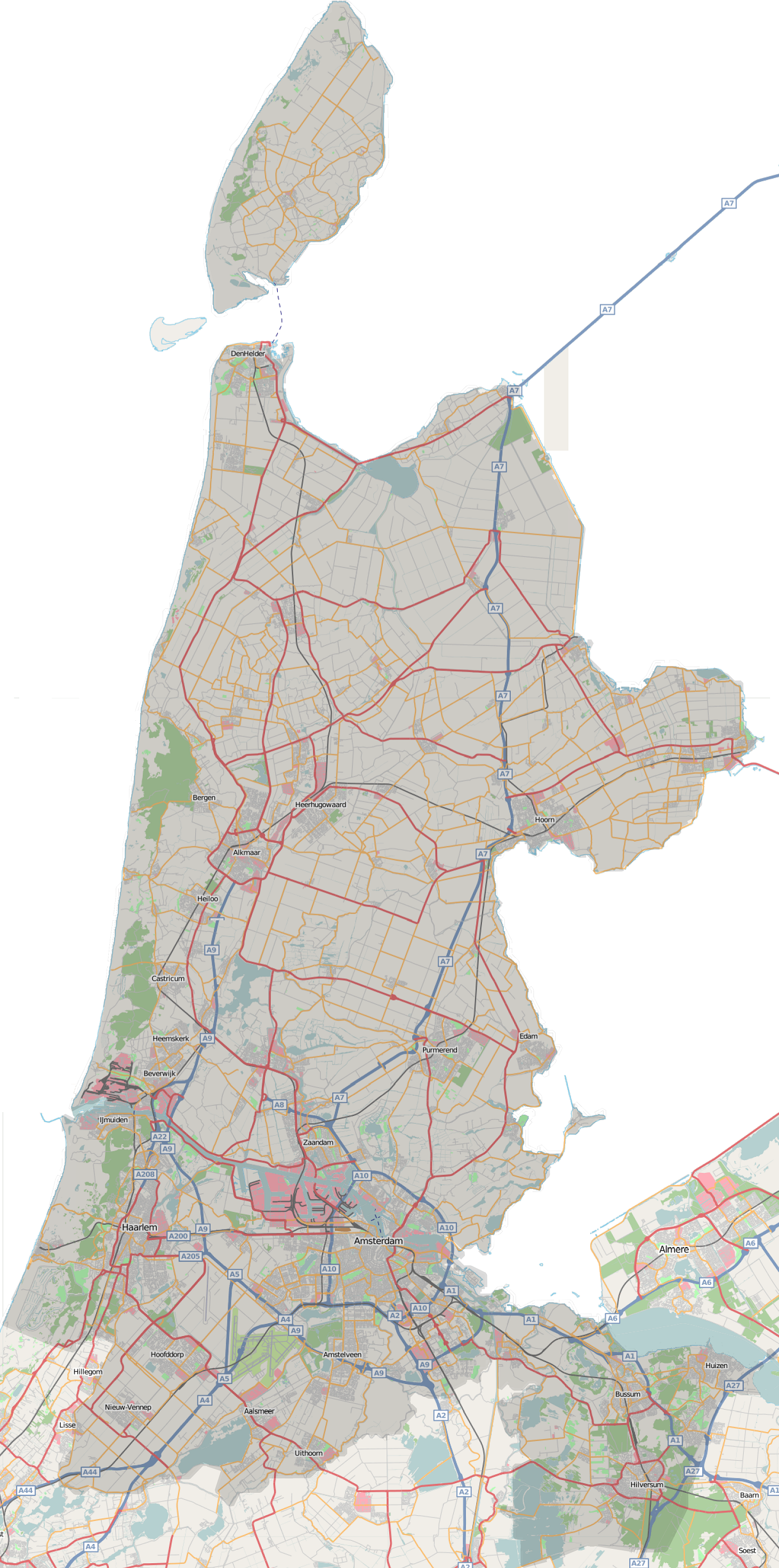
Noord-Holland, OpenStreetMap 2007
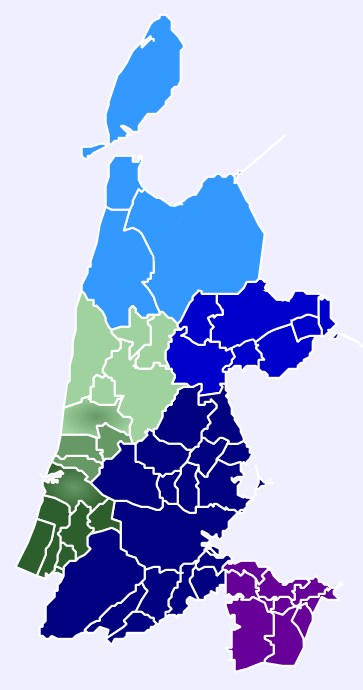
Gemeentelijke samenwerkingsregio's (gemeentegrenzen 2015).